# Du omsluter mig
Du omsluter mig är en svensk psalm med text från Psaltaren 139:5 och musik skriven 1982 av tonsättaren Hans-Lennart Raask. Psalmen finns även i en version med två verser som gavs ut i Samklang 809157, Filadelfia.

## Publicerad i
- Kyrksång som nummer 138.[1]
- Sjung till vår Gud som nummer 23.[1]
- Verbums psalmbokstillägg 2003 som nummer 768 under rubriken "Att leva av tro: Förtröstan - trygghet".[1]
- Sång i Guds värld Tillägg till Svensk psalmbok för den evangelisk-lutherska kyrkan i Finland 2015 som nummer 915 under rubriken "Kris och katastrof".
- Segertoner 1988 som nummer 677 under rubriken "Bibelvisor och körer".[2]
- Ung psalm 2006 som nummer 290 under rubriken "Vänd ditt ansikte till oss – välsignelser".[3]
- Jubla i Herren som nummer 28.[1]
- Hela familjens psalmbok 2013 som nummer 29 under rubriken "Gud tycker om oss".[4]